# Massawa
Massawa sau Massaua (în trecut Mitsiwa și Batsi)  este un oraș  în  partea de est a Eritreei,  centru administrativ al regiunii  Semienawi Keyih Bahri (Marea Roșie de Nord). Port la Marea Roșie.